# Torre y murallas de los Borja
El conjunto de la Torre y murallas de los Borja del municipio valenciano de Canals, España. Es un bien de interés cultural con código 46.23.081-003 y anotación ministerial R-I-51-0010524 de fecha 3 de abril de 2000. Se la conoce también por Torreta de Canals.

## Descripción
La torre es de planta cuadrada y tres alturas, aunque en el siglo XIX se derruyó la última. Su acceso original se realizaba a través de un arco de medio punto de sillería en el primer piso, que era la forma habitual de acceso a las torres de defensa porque permitía aislarlas simplemente retirando la escala de acceso. En la actualidad tiene el acceso en la primera planta a través de una escalera metálica. Está construido enteramente en piedra y mampostería. La primera y la segunda planta se abren al exterior mediante ventanas saeteras y en la última planta se encuentra una gran cámara con tres ventanas rectangulares. La terraza es accesible conservando como elemento defensivo un antepecho con almenas.

## Historia
Sobre la base de los restos encontrados, se fecha su construcción en el siglo XIII durante la época musulmana. Tras la Reconquista la fortificación quedó en un principio abandonada sin uso, pero en el siglo XIV se construyó un palacio gótico reutilizando la torre musulmana y parte de la muralla. Dicho palacio pertenecía a la familia Borja, titulares de la Baronía de la Torre. Calixto III es uno de los miembros de esta familia nacidos en este edificio. En 1506 fue vendida, con la Baronía, al ayuntamiento de Játiva. El consistorio setabense fue propietario del edificio durante los siglos siguientes, en los que se produjo la ruina progresiva del palacio. En el 1758 fue necesario restaurarlo. En 1847 el edificio, nuevamente en ruinas, fue vendido por el ayuntamiento de Játiva a diversos particulares. Finalmente el ayuntamiento de Canals adquirió la torre y la restauró en 1995, eliminando los edificios que se habían ido adosando a la torre.